# 게이초 후시미 지진

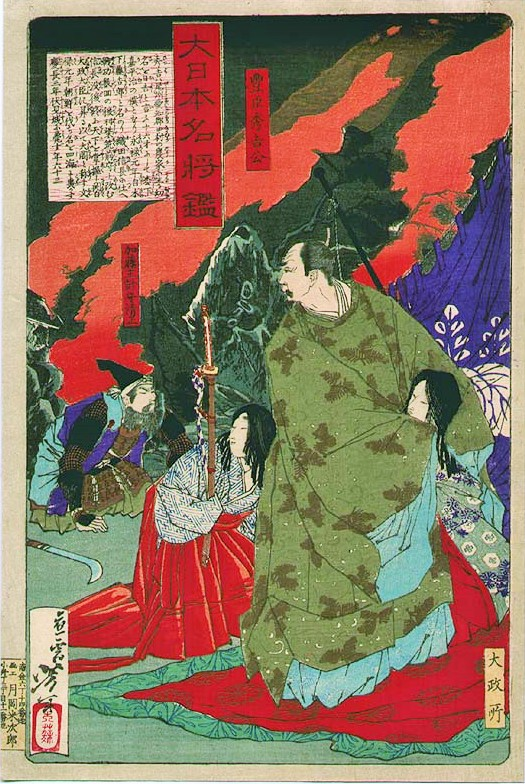
게이초 후시미 지진가 일어 났을 때, 후시미성에 가고, 도요토미 히데요시를 구출 한 가토 기요마사를 그린 그림. (츠키오카 요시토시)

게이초 후시미 지진(일본어: 慶長伏見地震)는 1596년 9월 5일에 일본의 야마시로국 (현재의 교토부)에서 일어난 지진이다. 지진 규모는 추정에서 M7.5 이상. 이 지진은 막대한 피해를 초래하고 1000명 이상의 사망자를 냈다. 후시미성, 하치만 등에서 진도7을 관측했을 것으로 추정된다. 효고의 항구 마을은 집 500여채가 전부 붕괴되었다는 기록을 통해 현재의 고베 인근 지역도 진도7이었을 것으로 추정된다.

## 같이 보기
- 일본의 지진 목록
- 효고현 남부 지진